# 鳴門北インターチェンジ
鳴門北インターチェンジ（なるときたインターチェンジ）は、徳島県鳴門市鳴門町土佐泊浦にある神戸淡路鳴門自動車道のトランペット型のインターチェンジである。
四国側の北端にあるインターチェンジで、大毛島に位置し、神戸方面には淡路島との間に架かる大鳴門橋がある。
上り線出口の手前には「四国側最後の出口」という標識が設置されている。
開通当初は本ICで淡路島南ICまでの料金を収受し、同ICから西淡仮出入口までは同出入口で収受していた。

## 道路
- E28 神戸淡路鳴門自動車道（11番）
- 接続する道路：徳島県道11号鳴門公園線

## 周辺
- 鳴門公園
  - 千畳敷展望台
  - 徳島県立渦の道
  - エスカヒル鳴門
  - 架橋記念館エディ
  - 観潮船（うずしお汽船、鳴門観光汽船、水中観潮船アクアエディ）
  - 大塚国際美術館
- 大毛海岸
- 千鳥ヶ浜
- アオアヲナルトリゾート
- 鳴門グランドホテル
- 鳴門スカイライン（島田島へのアクセス道路）
- 新羅神社
- 日出神社

## 料金所

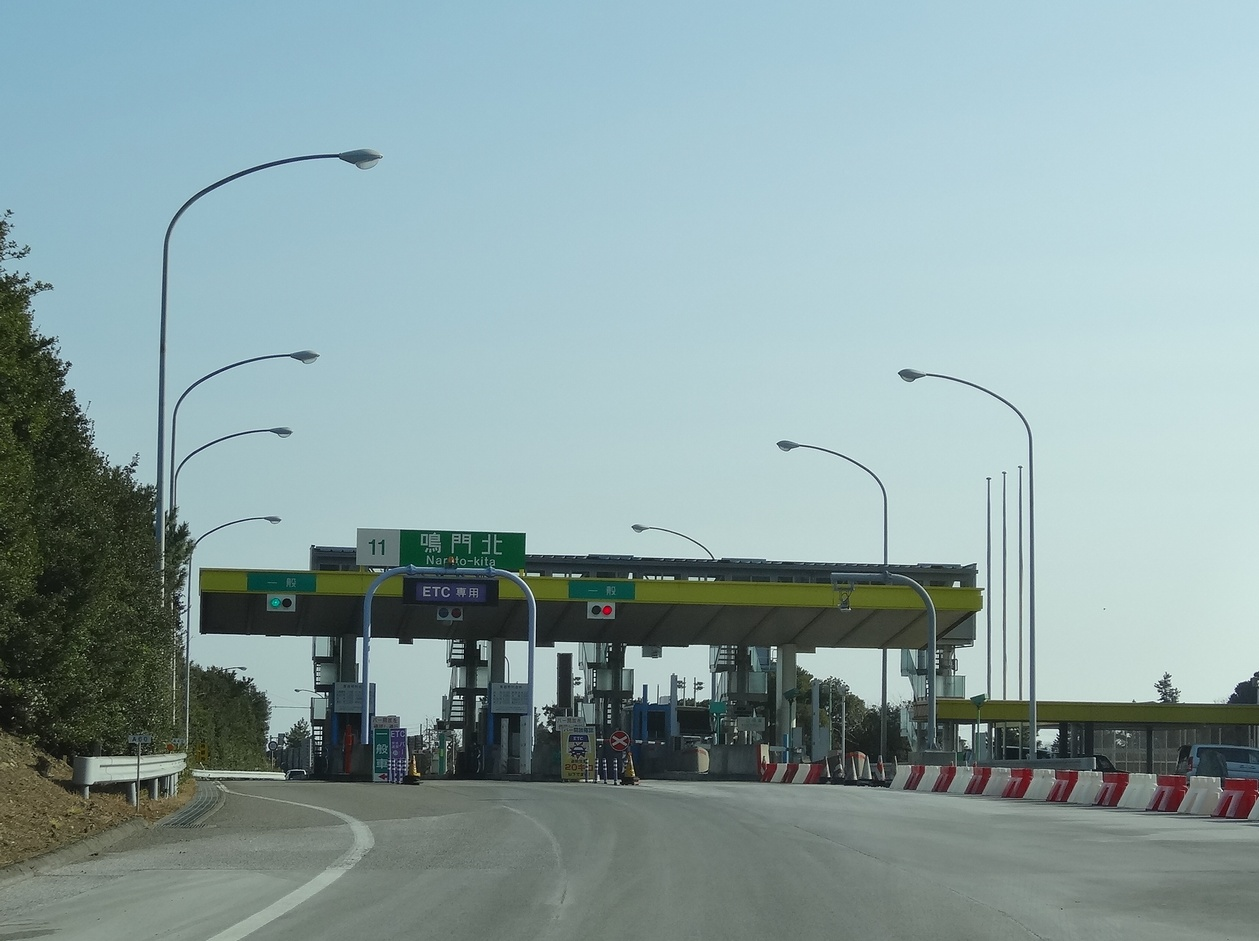
料金所（2013年）

### 入口
- ブース数:2
  - ETC専用:1
  - 一般:1

### 出口
- ブース数:2
  - ETC専用:1
  - 一般:1

## 隣
E28 神戸淡路鳴門自動車道
(10)淡路島南IC/PA - 鳴門公園口BS（下り線のみ） - (11)鳴門北IC - 大毛島BS - 高速鳴門BS - (12)鳴門TB/IC